# 국건고
국건고(麴乾固)는 국씨고창의 왕(561~601)이다. 국보무의 아들이다. 연호는 연창(延昌)이다. 아들 국백아가 뒤를 이었다.